# اف‌جی تیر
اف‌جی تیر یک ستاره است که در صورت فلکی پیکان قرار دارد.